# Gousádes
Gousádes är en ort i Grekland.   Den ligger i prefekturen Nomós Kerkýras och regionen Joniska öarna, i den västra delen av landet, 400 km nordväst om huvudstaden Aten. Gousádes ligger 8 meter över havet och antalet invånare är 218. Den ligger på ön Korfu.
Terrängen runt Gousádes är platt åt nordväst, men åt sydost är den kuperad. Havet är nära Gousádes åt nordväst. Runt Gousádes är det ganska tätbefolkat, med 96 invånare per kvadratkilometer. Närmaste större samhälle är Agios Georgis, 6,1 km söder om Gousádes. 